# Pécs
Pécs [ˈpeːʧ] ⓘ , deutsch Fünfkirchen (lateinisch Quinque Ecclesiae, slowakisch Päťkostolie, kroatisch Pečuh, serbisch-kyrillisch Печуј Pečuj), ist mit 138.420 Einwohnern (1. Jan. 2022) die fünftgrößte Stadt Ungarns und Sitz des Komitats Baranya und hat selber Komitatsrecht. Sie liegt nahe der kroatischen Grenze.

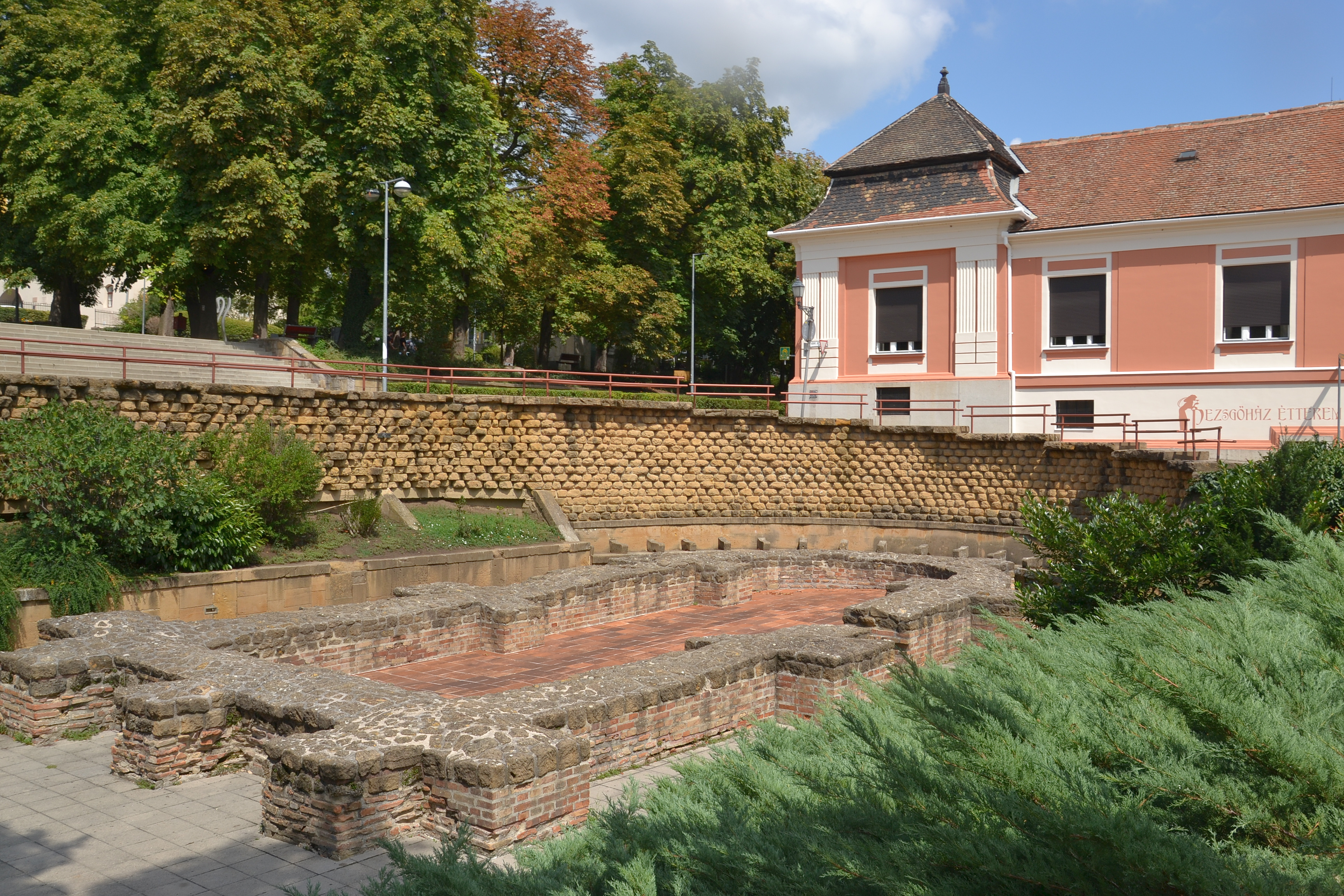
Frühchristliche Nekropole

Die Stadt ist Bischofssitz und Sitz einer Universität sowie Zentrum der Donauschwaben und Heimat von neun ethnischen Minderheiten mit eigenen Selbstverwaltungen.
Pécs liegt am Fuße des Mecsek-Gebirges und die zahlreichen Baudenkmäler verleihen dem Ort eine mediterrane Atmosphäre. Am 19. Oktober 2005 gewann die Stadt die nationale Vorausscheidung für den Titel „Kulturhauptstadt Europas 2010“ und richtete das Jahr unter dem Motto Pécs2010 Kulturhauptstadt Europas aus.
Die Universität Pécs bietet das Studium der Humanmedizin und der Zahnmedizin in deutscher und englischer Sprache sowie ein englischsprachiges Studium der Pharmazie. Ein englischsprachiges Studium kann zusätzlich an der Faculty of musical and visual arts absolviert werden.

## Geschichte
Pécs ist eine der ältesten Städte Ungarns und war bereits zu vorgeschichtlicher Zeit ein Siedlungsort. Zur Zeit der römischen Herrschaft war die Anfang des 2. Jahrhunderts gegründete Stadt unter dem Namen Sopianae seit dem 3. Jahrhundert ein bedeutendes Zentrum der Provinz Pannonien. Später hieß sie (lat.) Quinque Ecclesiae („fünf Kirchen“), woraus sich ihr späterer deutscher Name Fünfkirchen herleitet. Der heutige Name der Stadt taucht erstmals 1235 in einer Urkunde als Pechut („Pécser Weg“) auf. 1290 wurde die Stadt in einer Urkunde Peech genannt. Die Bedeutung des Namens ist nicht klar, es gibt dazu mehrere Theorien. Eine davon deutet Pécs als eine Ableitung der slawischen Wurzel für „fünf“ (tschechisch pět, slowakisch päť, serbisch/kroatisch pet).
Im Jahr 1367 gründete König Ludwig der Große die erste ungarische Universität, zur damaligen Zeit eine der frühesten Universitäten Mitteleuropas. Von 1543 bis 1686 stand Pécs unter osmanischer Herrschaft. Aus dieser Zeit sind viele Baudenkmäler gut erhalten geblieben und inzwischen renoviert. Im 16. und 17. Jahrhundert war Pécs ein Zentrum des ungarischen Unitarismus. Die Allerheiligenkirche wurde damals gemeinsam von Katholiken, Reformierten und Unitariern benutzt. Im Jahr 1588 war die Kirche Schauplatz der Fünfkirchner Disputation zwischen Reformierten und Unitariern. Nach der Befreiung von der osmanischen Herrschaft siedelten die Habsburger im Umkreis von Pécs zum Zwecke des Landesausbaus aus Schwaben stammende Familien an, sodass die Gegend als „Schwäbische Türkei“ bekannt wurde.

## Sehenswürdigkeiten

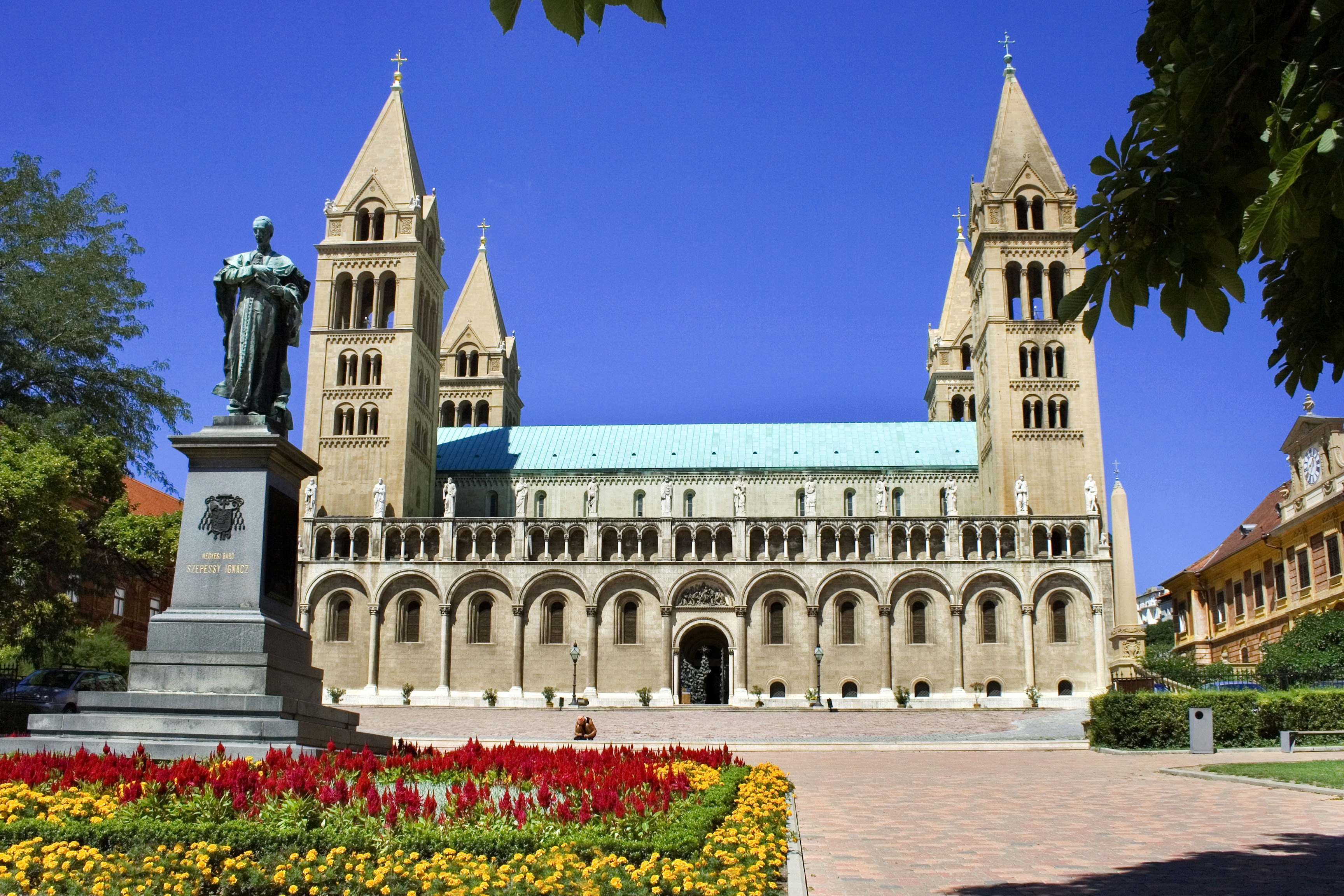
Kathedrale St. Peter und Paul

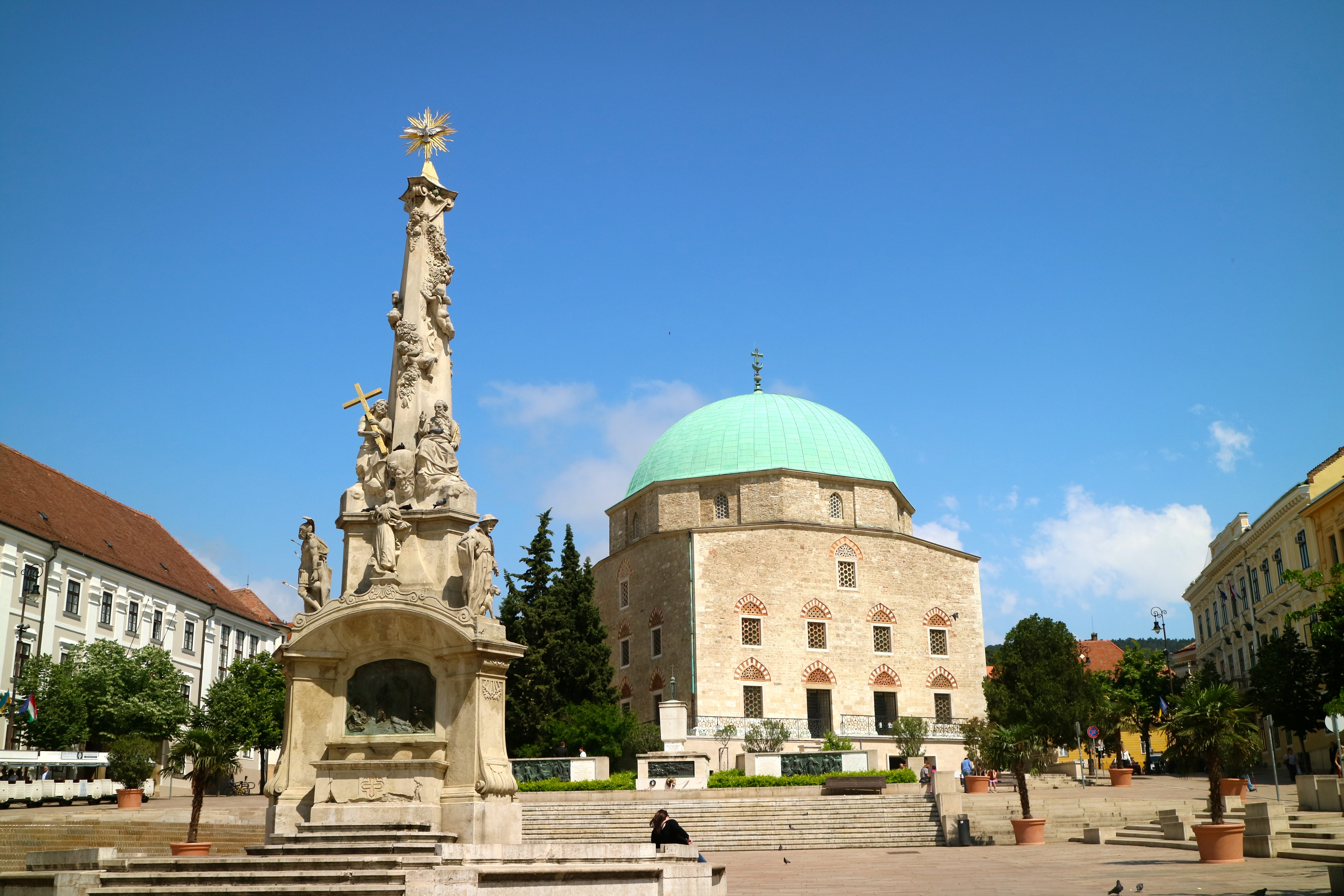
Zentraler Széchenyi-Platz. Barocke Statue der Dreifaltigkeit, neu erstellt 1908, dahinter Moschee Gazi Khassim, Mitte 16. Jahrhundert

- Kathedrale St. Peter und Paul (11. Jahrhundert, umgebaut im 19. Jahrhundert mit Ausmalungen des deutschen Malers Karl Christian Andreae)
- Bischofspalast
- Bischöfliche Bibliothek, im 18. Jahrhundert eingerichtet durch Bischof György Klimo
- Barbakán (Festungsturm)
- Nationaltheater (Nemzeti Színház) von Adolf Lang und Antal Steinhardt (eröffnet 1895)
- Moschee Gazi Khassim, zur christlichen Kirche umgebaut
- Zsolnay-Brunnen auf dem Hauptplatz (Széchenyi-tér), ein Prachtstück des Jugendstils mit der typischen Eosin-Glasur lokaler Majoliken
- Moschee des Paschas Jakowali Hassan, das am besten erhaltene islamische Bauwerk in Ungarn. Der Gebetsraum dient als Museum und zeigt türkische Geschichts- und Kunstgegenstände. Daneben steht ein 23 Meter hohes Minarett.
- Grabkapelle von Baba Idris
- Bad von Pascha Memi (Törökfürdő; türkisches Bad)
- Frühchristlicher Friedhof aus spätrömischer Zeit mit ausgemalten Grabkammern (Weltkulturerbe der UNESCO)[7]
- Bedeutende Museen wie das Csontváry-Museum, das Vasarely-Museum, das Zsolnay-Museum, der Modern Hungarian Gallery und das römische Lapidarium
- Zahlreiche Denkmäler, malerische Plätze, südlich anmutende Innenhöfe und Straßencafés mit südlichem Flair
- Botanischer Garten der Universität Pécs (PTE)
- Postpalast

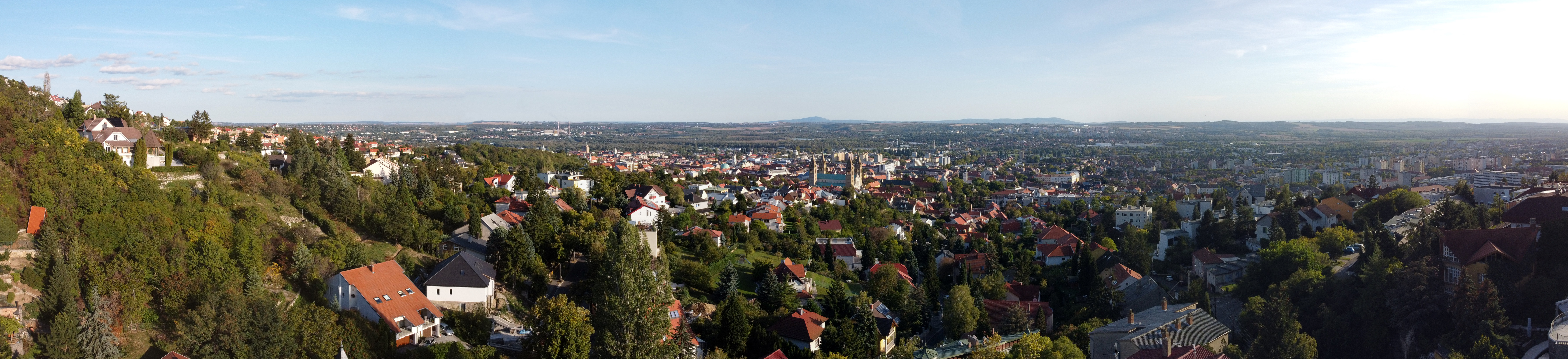
Zentral im Bild ist die Kathedrale St. Peter und Paul gut sichtbar. Links davon sind auch noch der Turm des Rathauses sowie die grüne Kuppel der Moschee Gazi Khassim/Kirche der gesegneten Jungfrau Maria zu erkennen.

- Forschungsinstitut für Weinbau und Önologie (FVM Szőlészeti és Borászati Kutatóintézete Pécs) mit einer der größten Sammlungen der Welt an Wein- und Tafeltrauben (knapp 1.200 Sorten)
- Fernsehturm auf dem Berg Misina
- Kirche auf dem Berg Havihegy (Schneeberg)
- Ruinen auf dem Tettye
- Synagoge, erbaut 1869
- Tiergarten
- Die Pécs Árkád ist das größte Einkaufszentrum in Pécs. Das von ECE Projektmanagement errichtete Center wurde im März 2004 eröffnet und beherbergt auf 35.000 Quadratmetern Verkaufsfläche 130 internationale und regionale Geschäfte.
- Das Magasház (ungar. „Hochhaus“) war ein 84 Meter hohes Hochhaus mit 25 Stockwerken in Pécs. Es wurde 1974 errichtet und war seit 1989 wegen mangelhafter Baustatik (Korrosion des Spannbetons) unbewohnt. Es galt als das höchste unbenutzte Hochhaus in Mitteleuropa und ist deshalb sogar in das Guinness-Buch der Rekorde eingetragen worden. Wegen der Lage inmitten eines Wohngebietes kam eine Sprengung nicht infrage, so wurde es 2016 von oben nach unten abgetragen.

## Wirtschaft und Verkehr

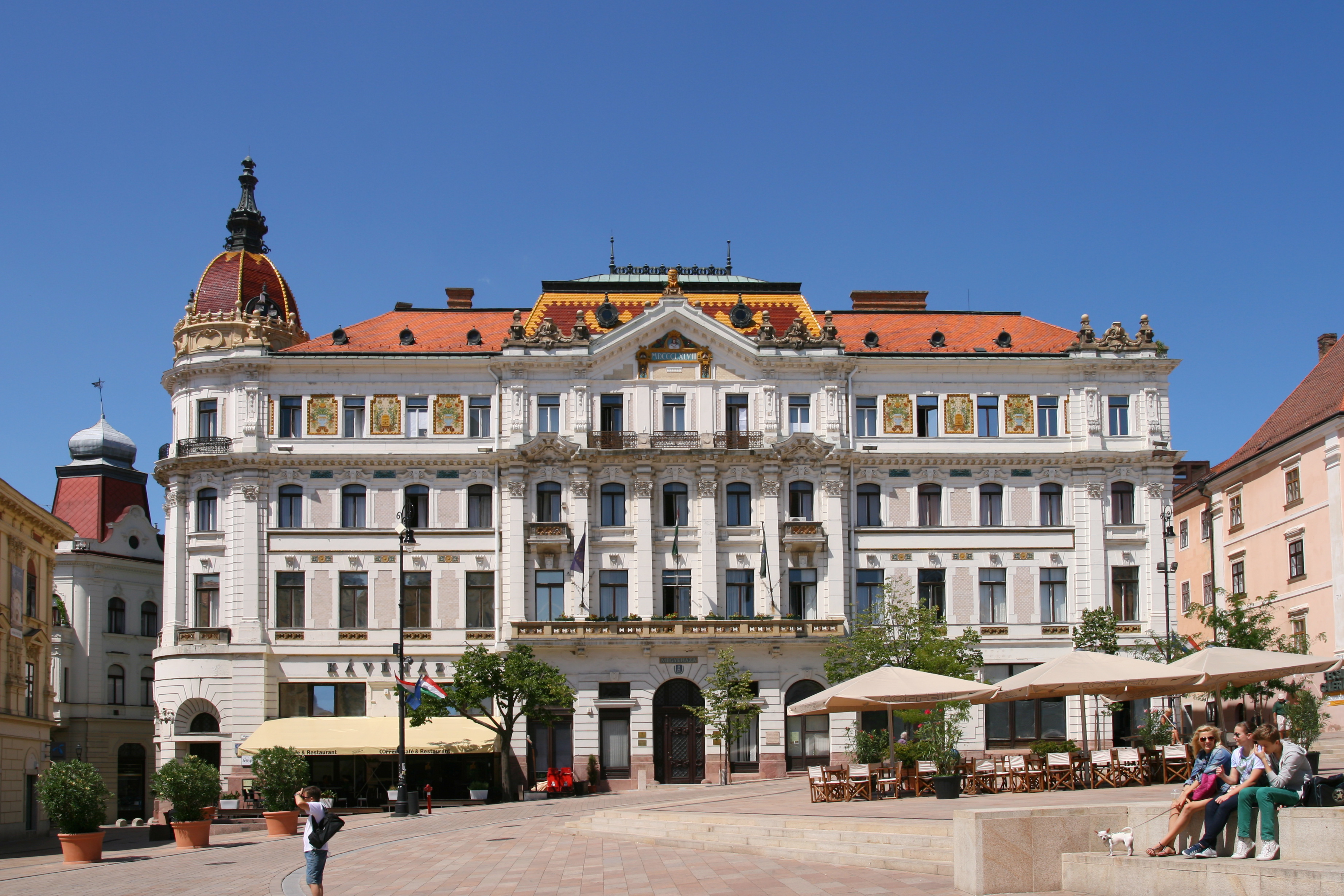
Sitz der Komitatsregierung von Baranya

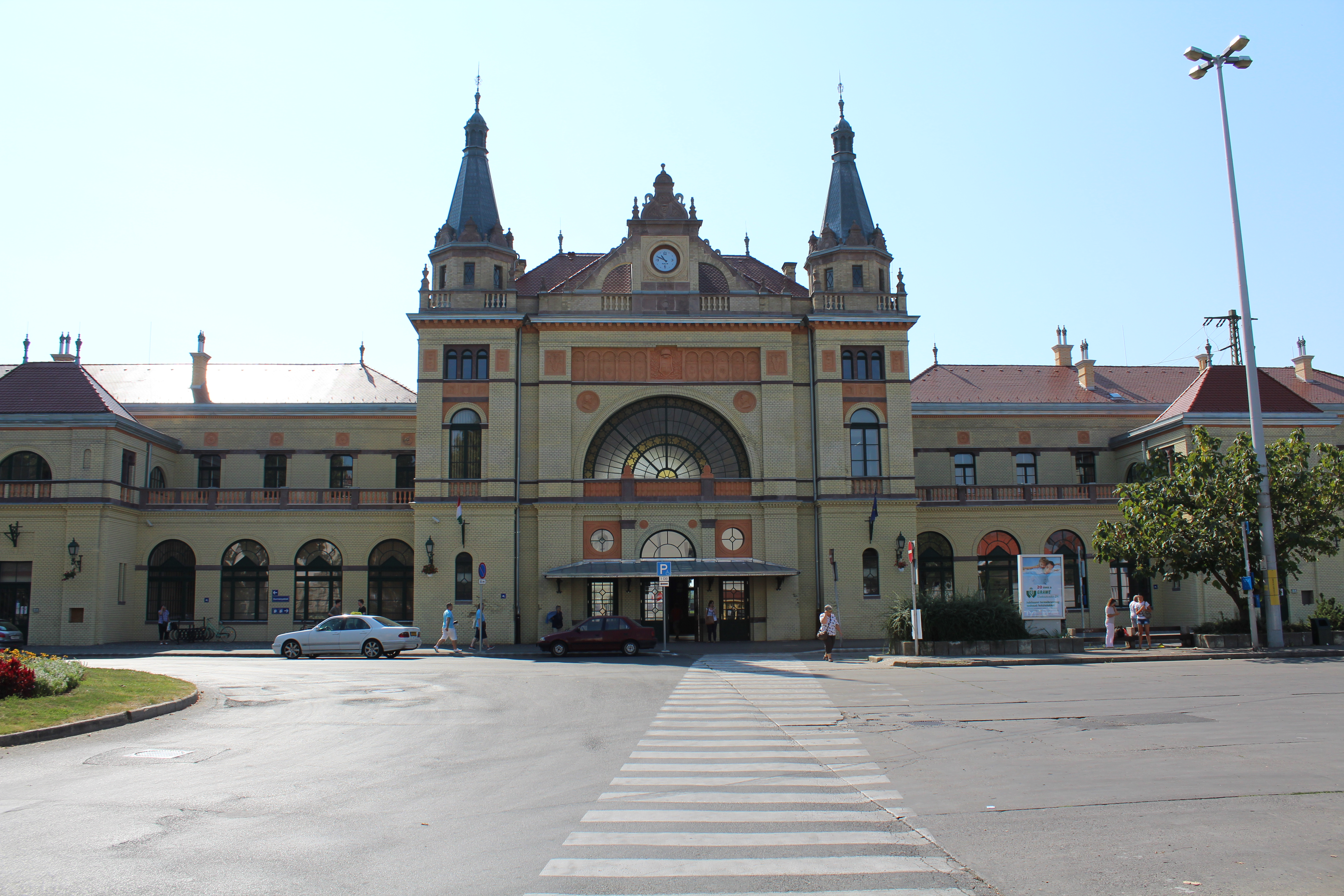
Hauptbahnhof Pécs

Pécs ist das Zentrum einer Industrieregion (Kohle, Uran, Leder, Keramik, Bier und Zigaretten sowie Elektronik). Der 1997 eingestellte Uranbergbau wurde ab 2006 mit einer Konzession für die Wildhorse Energy Limited (WHE, mit Sitz in Perth, Australien) auf seine Wirtschaftlichkeit hin untersucht. Die Probebohrungen in einer Region zwischen dem Urlaubsort Abaliget nordwestlich von Pécs und dem Mecsek-Gebirge nahe der Pécser Innenstadt, die ein ergiebiges Uranlager wahrscheinlich machen, lassen einer Machbarkeitsstudie zufolge in Verbindung mit dem in den letzten Jahren stark gestiegenen Weltmarktpreis für Uran die Wiederaufnahme der Uranerzförderung lukrativ erscheinen. Am 27. Juni 2012 gab die ungarische Regierung ihre förmliche Zusicherung für ein Joint Venture zwischen zwei ungarischen Energieunternehmen und WHE mit dem Ziel des Abbaus der Erzlagerstätten.
Seit dem 31. März 2010 ist Pécs komplett über die M6 und M60 von Budapest erreichbar. Der Weg nach Budapest per Autobahn beträgt etwa 220 km. Zum Balaton sind es etwa 110 km, zur kroatischen Grenze sind es ca. 35 km.
Darüber hinaus ist Pécs mit seinem Hauptbahnhof (Főpályaudvar) ein Eisenbahnknotenpunkt. Es bestehen zweistündige Intercity-Verbindungen nach Budapest.
Der Flughafen Pécs-Pogány im südlichen Vorort Pogány mit Landerecht für Flugzeuge bis zu 40 Tonnen Gewicht existiert seit Dezember 2003. Bis 2023 fungierte er als ein reiner Privatflughafen für Kleinflugzeuge ohne Linienverkehr. Seit 2024 bietet die Airline Universal Air regelmäßige, von Pécs ausgehende Flüge nach München und Malta an.

## Einwohner

### Einwohnerentwicklung
Die folgende Grafik veranschaulicht die Entwicklung der Pécser Bevölkerung seit dem Jahr 1850.

### Minderheiten
Ein kleinerer Teil der deutschen Auswanderer, die in ihrem Heimatland in etwa zwanzig Dörfern der Umgebung von Fulda lebten, waren Ende des 18. Jahrhunderts nach Ungarn gekommen. Sie nennen sich selbst „Stiffolder“, was Stiftsfuldaer bedeutet, da ihre Vorfahren dem Hochstift Fulda entstammten. In der Stadt gibt es zwei deutschsprachige Kindergärten und zwei Gymnasien, in denen Deutsch als Nationalitätenfach unterrichtet wird.
Im Kulturleben der Ungarndeutschen gilt Pécs als die wichtigste Stadt Ungarns. Mehr als die Hälfte der deutschsprachigen Bevölkerung Ungarns lebt in der Umgebung der Stadt. Die Nikolaus-Lenau-Stiftung in Pécs gehört zu den wichtigen deutschen Kulturträgern im Komitat Baranya.
In Pécs befindet sich das bisher einzige Roma-Gymnasium Ungarns, das Gandhi-Gymnasium, das 1994 den Lehrbetrieb aufnahm.
In Pécs lebten 1944 etwa 3500 Juden. Diese wurden nach der deutschen Besetzung Ungarns von den ungarischen Behörden ghettoisiert und Anfang Juli 1944 in das KZ Auschwitz deportiert.

## Sport
- Der Pécsi Mecsek FC ist ein in der dritten ungarischen Nationalliga spielender Fußballverein.
- Die Damen-Basketball-Mannschaft MiZo Pécs 2010 wurde mehrmals ungarischer Meister, Pokalsieger und 2001 und 2004 Dritter in der Euroleague.
- Sowohl 2023 als auch 2024 war Pécs Teil und Ziel der letzte Etappe der Tour de Hongrie[15]

## Kulturveranstaltungen

Logo der Kulturhauptstadt Pécs 2010

- Vom 19.–25. März 2016 fand das Osterseminar der JEV (Jugend Europäischer Volksgruppen) in Pécs statt, in der Verwirklichung half wieder die GJU (Gemeinschaft Junger Ungarndeutscher).
- 2013 veranstalteten die GJU (Gemeinschaft Junger Ungarndeutscher) und die JEV (Jugend Europäischer Volksgruppen) das Herbstseminar der JEV in Pécs und Umgebung
- 2010 veranstalteten die GJU (Gemeinschaft Junger Ungarndeutscher) und die JEV (Jugend Europäischer Volksgruppen) das Voices of Europe in Pécs.
- Vom 8. bis 14. April 2006 fand in der Stadt das Osterseminar der JEV (Jugend Europäischer Volksgruppen) statt, welches sich mit der friedlichen Koexistenz der Volksgruppen auseinandersetzte.
- Am 11. April 2006 wurde die Stadt von einer siebenköpfigen EU-Jury zur Kulturhauptstadt Europas 2010 gewählt und am 15. November 2006 durch den Ministerrat der Kulturminister der seinerzeit 25 EU-Staaten bestätigt.
- Jährlich findet das Staatliche Theatertreffen Pécs (Pécsi Országos Színházi Találkozó, POSZT), eines der größten Ereignisse im Theaterleben Ungarns, statt.
- Rockmaraton fesztivál (Musikfestival)
- ICWiP (International Cultural Week in Pécs)
- European Convival Winesong Festivals

## Städtepartnerschaften
Pécs listet folgende 21 Partnerstädte auf:
| Stadt                     | Land                                   | seit | Typ            |
| ------------------------- | -------------------------------------- | ---- | -------------- |
| Aix-en-Provence           | Provence-Alpes-Côte d’Azur, Frankreich | 2011 | Partnerstadt   |
| Arad                      | Crișana, Rumänien                      | 2000 | Schwesterstadt |
| Beyoğlu , Istanbul        | Türkei                                 | 2018 | Schwesterstadt |
| Cluj-Napoca (Klausenburg) | Transilvania, Rumänien                 | 1990 | Schwesterstadt |
| Fellbach                  | Baden-Württemberg, Deutschland         | 1986 | Schwesterstadt |
| Graz                      | Steiermark, Österreich                 | 1989 | Schwesterstadt |
| Krakau                    | Małopolskie, Polen                     | 1987 | Partnerstadt   |
| Kütahya                   | Türkei                                 | 1981 | Schwesterstadt |
| Lahti                     | Päijät-Häme, Finnland                  | 1956 | Schwesterstadt |
| Lyon                      | Auvergne-Rhône-Alpes, Frankreich       | 1998 | Schwesterstadt |
| Namur                     | Wallonie, Belgien                      |      | Partnerstadt   |
| Novi Sad                  | Vojvodina, Serbien                     | 2009 | Schwesterstadt |
| Olmütz                    | Morava, Tschechien                     |      | Partnerstadt   |
| Osijek                    | Osijek-Baranja, Kroatien               | 1973 | Schwesterstadt |
| Samobor                   | Zagreb, Kroatien                       | 2000 | Partnerstadt   |
| Schiras                   | Fars, Iran                             | 2015 | Schwesterstadt |
| Seattle                   | Washington, Vereinigte Staaten         | 1991 | Schwesterstadt |
| Sliwen                    | Bulgarien                              | 1969 | Partnerstadt   |
| Terracina                 | Latium, Italien                        | 1996 | Schwesterstadt |
| Tucson                    | Arizona, Vereinigte Staaten            | 1992 | Schwesterstadt |
| Tuzla                     | Bosnien und Herzegowina                | 1997 | Partnerstadt   |

## Klimatabelle
|                       | Jan  | Feb  | Mär  | Apr  | Mai  | Jun  | Jul  | Aug  | Sep  | Okt  | Nov | Dez  |   |      |
| Mittl. Tagesmax. (°C) | 1,6  | 4,8  | 10,3 | 16,0 | 20,9 | 24,0 | 40,0 | 25,9 | 22,3 | 16,6 | 8,8 | 3,4  | ⌀ | 16,3 |
| Mittl. Tagesmin. (°C) | −4,0 | −1,7 | 1,6  | 6,0  | 10,5 | 13,6 | 15,0 | 14,7 | 11,7 | 7,0  | 2,2 | −1,7 | ⌀ | 6,3  |
|                       |      |      |      |      |      |      |      |      |      |      |     |      |   |      |
| Niederschlag (mm)     | 39   | 32   | 38   | 55   | 63   | 84   | 61   | 63   | 47   | 37   | 56  | 44   | Σ | 619  |
|                       |      |      |      |      |      |      |      |      |      |      |     |      |   |      |
| Sonnenstunden (h/d)   | 2,2  | 3,2  | 4,7  | 6,2  | 7,9  | 8,6  | 9,5  | 8,6  | 6,7  | 5,3  | 2,7 | 1,9  | ⌀ | 5,6  |
|                       |      |      |      |      |      |      |      |      |      |      |     |      |   |      |
| Regentage (d)         | 7    | 6    | 7    | 8    | 9    | 10   | 7    | 7    | 6    | 6    | 8   | 8    | Σ | 89   |
|                       |      |      |      |      |      |      |      |      |      |      |     |      |   |      |
| Luftfeuchtigkeit (%)  | 84   | 79   | 72   | 66   | 67   | 68   | 65   | 67   | 70   | 74   | 82  | 85   | ⌀ | 73,2 |

| −4,0 |

| −1,7 |

| 1,6 |

| 6,0 |

| 10,5 |

| 13,6 |

| 15,0 |

| 14,7 |

| 11,7 |

| 7,0 |

| 2,2 |

| −1,7 |

| −4,0 |

| −1,7 |

| 1,6 |

| 6,0 |

| 10,5 |

| 13,6 |

| 15,0 |

| 14,7 |

| 11,7 |

| 7,0 |

| 2,2 |

| −1,7 |